# BécOlympia
Albums de Gilbert Bécaud
Ensemble L'Olympia 97
(1997)
BécOlympia est un double CD retraçant la carrière de Gilbert Bécaud devant son public à l'Olympia, il sort en 1997.

## Les titres

### CD 1 (EMI - 821 042-2)
Février 1955
01 C'était mon copain (Louis Amade/Gilbert Bécaud)
02 Laissez faire Laissez dire (Pierre Delanoë/Gilbert Bécaud)
03 La Ballade des baladins (Louis Amade/Gilbert Bécaud)
04 Viens (Charles Aznavour/Gilbert Bécaud)
05 Mes mains (Pierre Delanoë/Gilbert Bécaud)
06 Quand tu danses (Franck Gérald, Pierre Delanoë/Gilbert Bécaud)
Octobre 1957
07 Il fait des bonds le pierrot qui danse (Pierre Delanoë/Gilbert Bécaud)
08 Les Marchés de Provence (Louis Amade/Gilbert Bécaud)
09 Salut les copains (Pierre Delanoë/Gilbert Bécaud)
10 Le Jour où la pluie viendra (Pierre Delanoë/Gilbert Bécaud)
Octobre 1959
11 Viens danser (Pierre Delanoë/Gilbert Bécaud, Louis Amade)
12 Le Marchand de ballons (Louis Amade/Gilbert Bécaud)
17 octobre 1963
13 La Grosse Noce (Maurice Vidalin/Gilbert Bécaud)
14 Les Tantes Jeanne (Ah ! les vacances) (Maurice Vidalin/Gilbert Bécaud)
15 Dimanche à Orly (Pierre Delanoë/Gilbert Bécaud)
16 Et maintenant (Pierre Delanoë/Gilbert Bécaud)
18 novembre 1964
17 Mourir à Capri (Pierre Delanoë/Gilbert Bécaud)
1966
18 Le Petit Oiseau de toutes les couleurs (Maurice Vidalin/Gilbert Bécaud)
19 Rosy and John (Maurice Vidalin/Gilbert Bécaud)
20 Quand il est mort le poète (Louis Amade/Gilbert Bécaud)
21 Nathalie (Pierre Delanoë/Gilbert Bécaud)

### CD 2 (EMI - 821 043-2)
24 novembre 1967
01 Les Petites Mad'maselles (Maurice Vidalin/Gilbert Bécaud)
02 Je reviens te chercher (Pierre Delanoë/Gilbert Bécaud)
03 L'important c'est la rose (Louis Amade/Gilbert Bécaud)
29 octobre 1970
04 La solitude, ça n'existe pas (Pierre Delanoë/Gilbert Bécaud)
05 La Vente aux enchères (Maurice Vidalin/Gilbert Bécaud)
06 Le Bain de minuit (Maurice Vidalin/Gilbert Bécaud)
1973
07 Mr Winter Go Home (Maurice Vidalin/Gilbert Bécaud)
08 L'Absent (Louis Amade/Gilbert Bécaud)
1975
09 Un peu d'amour et d'amitié (Louis Amade/Gilbert Bécaud)
10 L'Indien (Maurice Vidalin/Gilbert Bécaud)
Octobre 1977
11 Les cerisiers sont blancs (Maurice Vidalin/Gilbert Bécaud)
12 Charlie t'iras pas au paradis (Pierre Delanoë/Gilbert Bécaud)
13 L'Indifférence (Maurice Vidalin/Gilbert Bécaud)
1980
14 C'est en septembre (Neil Diamond, Maurice Vidalin/Gilbert Bécaud)
15 L'Orange (Pierre Delanoë/Gilbert Bécaud)
1983
16 Désirée (Michael Kunze, Claude Lemesle/Gilbert Bécaud)
17 Je t'appartiens (Pierre Delanoë/Gilbert Bécaud)

## Crédits
- Réalisation : Gaya Bécaud (Les nouvelles Editions Le Rideau Rouge)

## Autour de l'album
- réédité en 2003 avec un ordre différent et 1 bonus de 1997